# Dwór w Albrechtowie (Pińsk)
Dwór w Albrechtowie – klasycystyczny pałac w Pińsku na Białorusi przy ul. Dywizji Irkucko-Pińskiej.

## Historia Albrechtowa
Dobra Albrechtów (błr. Альбрэхтова) w pobliżu Pińska w XVIII wieku przeszły z rąk Ogińskich do Poniatowskich, z innej linii niż królewska. W 1784 roku król Stanisław August, wizytując budowę nowego pałacu przez Mateusza Butrymowicza, odwiedził również Albrechtów, należący wtedy do Franciszka Poniatowskiego. Na początku XIX wieku majątek został nabyty przez Szymona Skirmunta (1760–1817), posła na Sejm Czteroletni. Kolejnymi właścicielami majątku byli: jego syn Aleksander Skirmunt (1798–1870), marszałek szlachty powiatu pińskiego, a po nim jego małoletni wnuk (jedyny syn najmłodszego syna Aleksandra, Zygmunta, który zmarł w 1863 roku w Genewie) Zygmunt (1863–1926). Ostatnim właścicielem Albrechtowa, od 1926 roku, był syn Zygmunta i Marii z domu Żółtowskiej, Bohdan Skirmunt (1896–1940), który zmarł na zsyłce na Syberii. 
Bratankiem Aleksandra był Roman Skirmunt, białoruski działacz narodowy, premier Białoruskiej Republiki Ludowej, a następnie senator III kadencji w II Rzeczypospolitej.
Po II rozbiorze Polski w 1793 roku dobra te znalazły się w Imperium Rosyjskim. Po ustabilizowaniu się granicy polsko-radzieckiej w 1921 roku Pińsk znalazł się na terenie Polski, od 1945 roku – w ZSRR, od 1991 roku – na terenie Republiki Białorusi.
W II połowie XIX wieku Aleksander Skirmunt zbudował dużą, słynną w kraju fabrykę stearynowych świec, którą oddał w arendę warszawskiemu przemysłowcowi Robertowi Bottemu (albo Bothemu). W 1860 roku fabryka wyrobiła 2250 pudów świec i 3230 pudów mydła. W 1877 roku zatrudniała 213 pracowników. Bohdan Skirmunt w latach 1935–1936 wybudował tu cegielnię.

## Dwór
W połowie XIX wieku Aleksander Skirmunt wybudował w Albrechtowie murowany dwór. Niewykluczone, że zasadnicza bryła budynku została wybudowana jeszcze za czasów Franciszka Poniatowskiego, a została jedynie rozbudowana przez późniejszego właściciela. W II połowie XIX wieku był to dom zaplanowany na wydłużonym prostokącie (40 x 14 m), o jedenastoosiowej elewacji, w centralnej frontowej części z portykiem o trzech arkadach i facjatką nad nimi. Arkady tworzyły kryty zajazd dla powozów. 
Na trzech środkowych osiach elewacji ogrodowej znajdował się również klasycystyczny portyk o sześciu kolumnach.
Wnętrze miało układ dwutraktowy z sienią i salonem na osi głównej.
Dwór i niedaleka oficyna stały pośrodku niewielkiego parku, graniczącego z przedmieściami Pińska. Dwór był usytuowany na wzgórzu z pięknym widokiem na pobliską rzekę Pinę.
Dom został bardzo przetrzebiony w czasie I wojny światowej, dlatego rodzina Skirmuntów do 1939 roku mieszkała w oficynie (obecnie nieistniejącej). Po II wojnie światowej w majątku urządzono centrum rehabilitacyjne, dobudowano drugą kondygnację. Jednak przez wiele lat dom był opustoszały, niszczejąc. W 2008 roku dokonano generalnego remontu budynku, zamieniając go na pałac, bez portyków, niczym nieprzypominający oryginału. Funkcjonuje w nim hotel "Uniwersytecki".
Majątek w Albrechtowie jest opisany w 2. tomie Dziejów rezydencji na dawnych kresach Rzeczypospolitej Romana Aftanazego.